# 제임스 슬로이언

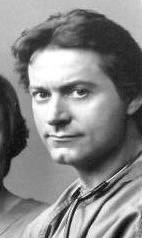
제임스 슬로이언 (1977년)

제임스 슬로이언(James Sloyan, 1940년 2월 24일 ~ )은 미국의 텔레비전 배우, 영화배우, 연극 배우, 성우이다.
인디애나폴리스에서 태어났다.

## 출연 작품

### 영화
- 마이 선 이즈 이노센트 (1996년)
- 닥터 퀸 (1993년)
- 우먼 위드 어 패스트 (1992년)
- 모델, 경찰, 호스테스 (1992년)
- 다니엘 스틸 - 사랑의 굴레 (1991, Changes)
- 비키의 홀로서기 (1988년)
- 빅풋 (1987년)
- BBC 클럽 (1987년)
- 코드 네임 댄서 (1987년)
- 마지막 홈런 (1985년)
- 프라임 서스펙트 (1982년)
- 칼리의 아들 (1981년)
- 제너두 (1980년)
- 샌프란시스코의 이혼녀 (1979년)
- 별들의 전쟁(영어판) (1979년)
- 사랑의 유람선 (1977년)
- 스팅 (1973년) - 모톨라 역
- 갱 댓 커든트 슛 스트레이트 (1971년)
- 트레벌링 엑시큐셔너 (1970년)

### 텔레비전
- 제시카의 추리 극장 (1984년)
- 스타 트렉 - 넥스트 제너레이션 TV 시리즈 (1987년)
- SOS 해상 구조대 (1989년)